# Ambassador to the Court of St James’s

Znak vládních orgánů Jejího veličenstva

Velvyslanec u dvora svatého Jakuba (anglicky Ambassador to the Court of St James’s) je oficiální označení zahraničního velvyslance u britského královského dvora - dvora sv. Jakuba.
Tento titul užívají oficiálně také zástupci zemí, které patří do britského společenství národů, vysoký komisař, jakož i velvyslanec Skotska v Londýně, lord Vysoký komisař.
Velvyslanci u dvora svatého Jakuba používali dokonce i tradiční velvyslanecký oděv, který symbolizoval zvláštní postavení u královského dvora.